# Schild (Unternehmen)
Die Schild AG war ein Schweizer Mode-Einzelhandelsunternehmen mit 13 Filialen in der Schweiz. Das Unternehmen mit Sitz in Luzern beschäftigte 2015 rund 600 Mitarbeiter und erwirtschaftete einen Umsatz von rund 153 Millionen Schweizer Franken.

## Geschichte
Das Unternehmen entstand 1922, als Adrian Schild die in der Kleiderherstellung tätige Volkstuch AG übernahm und diese als Tuch AG in einen Herrenausstatter mit mehreren Filialen ausbaute. 1972 wurde die Firma in Schild AG umbenannt. 
Das Bekleidungsunternehmen war u. a. auch in der Uniformen-Produktion tätig und lieferte u. a. Uniformen für das Flugpersonal der Swissair. Nach dem Konkurs der Swissair zog sich Schild aus diesem Geschäftsbereich zurück. Im Zuge einer Strukturbereinigung in der Schweizer Modebranche übernahm die Schild AG 2004 die 17 Filialen inklusive der damals 600 Mitarbeiter des in eine schwere Krise geratenen Modehauses Spengler. 2005 ging Schild eine strategische Partnerschaft mit dem Schweizer Modelabel Navyboot ein und vertrieb seither exklusiv die Damen- und Herren-Kleidungskollektion von Navyboot. 
Nachdem 2003 das damals vierköpfige Management im Rahmen eines Management-Buy-outs die Schild-Gruppe von der Familie Schild übernommen hatte, wurde das Unternehmen neu ausgerichtet. Seit 2008 befand sich die Aktienmehrheit in Händen der «Barclays Private Equity (Schweiz) AG», während die beiden geschäftsführenden Partner, Thomas Herbert und Stefan Portmann, je 24,5 Prozent der Aktien hielten. 2010 verkaufte Barclays seinen Anteil, Thomas Herbert und Stefan Portmann erhöhten ihre Anteile auf zusammen 51 Prozent. Das Management erhöhte seinen Anteil auf 9 Prozent. Als neuer grösster Einzelaktionär stieg mit 40 Prozent die EGS Beteiligungen AG ein, ein vollständiges Tochterunternehmen der Ernst Göhner Stiftung.
Im Oktober 2013 gaben die zur Migros gehörende Detailhandelskette Magazine zum Globus und die Schild AG bekannt, dass die bisherigen Schild-Aktionäre ihre Anteile (Stefan Portmann und Thomas Herbert je 27 %, die EGS Beteiligungen AG als Tochter der Ernst Göhner Stiftung 42 % sowie das Schild-Management 4 %) an Globus verkaufen und im Gegenzug sich Portmann und Herbert mit einem zweistelligen Millionenbetrag an Globus beteiligen. Schild agierte weiter als eigenständige Gruppe im Gesamtunternehmen, das durch die Übernahme mit rund 1 Milliarde Franken Umsatz zum Schweizer Marktführer im Segment mittlere und gehobene Mode wurde.
Im Mai 2017 gab die Migros bekannt, dass die Marken Schild und Herren-Globus sowie die eigenständigen Marktauftritte bis 2019 verschwinden und im Zuge einer Einmarkenstrategie durch Globus abgelöst, in bestehende Globus-Standorte integriert oder geschlossen werden.
Nachdem Migros Globus im Jahr 2020 an ein Joint-Venture von Central Group und Signa Holding verkaufte, übernahm der ehemalige Globus-Chef Thomas Herbert gemeinsam mit dem Ehepaar Bayard (Mode Bayard) die 31 Fachgeschäfte der Globus-Gruppe, also die ehemaligen Schild- und Herren-Globus-Filialen sowie die Navyboot-Niederlassungen, mit Wirkung zum 1. Februar 2021.

## Sozialverantwortung
Die Nichtregierungsorganisation Erklärung von Bern verglich 2010 mittels Umfragen und Internetrecherchen bei 77 Modelabels die Standards der Arbeitsbedingungen in Produktionsländern. Schild wurde dabei in die mittlere Kategorie "Einsteiger" von fünf Kategorien eingestuft.